# Puffin
 (mars 2016).
Si vous disposez d'ouvrages ou d'articles de référence ou si vous connaissez des sites web de qualité traitant du thème abordé ici, merci de compléter l'article en donnant les références utiles à sa vérifiabilité et en les liant à la section « Notes et références ».
Taxons concernés
Plusieurs genres de la famille des Procellariidae
- Procellaria
- Calonectris
- Puffinusmodifier

Puffin est un nom vernaculaire dont le sens en français est ambigu. Les puffins sont des oiseaux marins pélagiques de la famille des Procellariidae qui contient également les fulmars, pétrels, prions. Ils sont taxonomiquement très proches des albatros. 
Les espèces appartiennent aux genres :
- Procellaria Linnaeus, 1758 ;
- Calonectris Mathews & Iredale, 1915 ;
- Puffinus Brisson, 1760.

## Habitat et mode de vie
Les puffins passent l'essentiel de leur vie en mer et ne viennent à terre que la nuit, pour se reproduire. Pour cela, ils se regroupent en colonies, préférentiellement sur des îles et îlots. Ils creusent aussi des terriers. La femelle ne pond qu'un œuf par an. 
Beaucoup de puffins sont migrateurs : le voyage annuel du Puffin fuligineux (Puffinus griseus) rivalise avec celui de la Barge rousse (Limosa lapponica). Ces migrateurs parcourent près de 40 000 milles (64 000 kilomètres) chaque année, de la Nouvelle-Zélande jusqu'à l'hémisphère nord, à la recherche de nourriture. Le Puffin majeur (Puffinus gravis), réalise lui aussi tous les ans une grande migration transéquatoriale.

## Étymologie québécoise
Ce terme est emprunté à l'anglais puffin depuis le XIVe siècle au moins, il est d'origine incertaine mais pourrait dériver de to puff* à cause de l'aspect gonflé qu'aurait cet oiseau. 

### Confusion
En anglais du XXIe siècle, le terme puffin (prononcé Pââff-eh-n en anglais) désigne exclusivement les espèces du genre Fratercula, appelés macareux en français, ce qui peut engendrer une certaine confusion.

## Liste des espèces
N.B. : l'ordre de cette liste n'est pas aléatoire, il correspond à des liens de parenté entre les différentes espèces (phylogénie). Elle a été établie à partir des listes d'Alan P. Peterson et de la Commission internationale des noms français des oiseaux (Cinfo).
- Puffin à menton blanc — Procellaria aequinoctialis (Linnaeus, 1758)
- Puffin à lunettes — Procellaria conspicillata (Gould, 1844)
- Puffin de Parkinson — Procellaria parkinsoni (GR Gray, 1862)
- Puffin du Westland — Procellaria westlandica (Falla, 1946)
- Puffin gris — Procellaria cinerea (Gmelin, 1789)
- Puffin cendré — Calonectris diomedea (Scopoli, 1769)
- Puffin leucomèle — Calonectris leucomelas (Temminck, 1836)
- Puffin fouquet — Puffinus pacificus (Gmelin, 1789)
- Puffin de Buller — Puffinus bulleri (Salvin, 1888)
- Puffin à pieds pâles — Puffinus carneipes (Gould, 1844)
- Puffin à pieds roses — Puffinus creatopus (Coues, 1864)
- Puffin majeur — Puffinus gravis (O'Reilly, 1818)
- Puffin fuligineux — Puffinus griseus (Gmelin, 1789)
- Puffin à bec grêle — Puffinus tenuirostris (Temminck, 1836)
- Puffin de la Nativité — Puffinus nativitatis (Streets, 1877)
- Puffin des Anglais — Puffinus puffinus (Brunnich, 1764)
- Puffin yelkouan — Puffinus yelkouan (Acerbi, 1827)
- Puffin des Baléares — Puffinus (yelkouan) mauretanicus
- Puffin de Townsend — Puffinus auricularis (CH Townsend, 1890)
- Puffin de Newell — Puffinus (auricularis) newelli
- Puffin cul-noir — Puffinus opisthomelas (Coues, 1864)
- Puffin volage — Puffinus gavia (JR Forster, 1844)
- Puffin de Hutton — Puffinus huttoni (Mathews, 1912)
- Puffin d'Audubon — Puffinus lherminieri (Lesson, 1839)
- Petit Puffin — Puffinus assimilis (Gould, 1838)
- Puffin de Macaronésie - Puffinus baroli
- Puffin persique — Puffinus persicus (Hume, 1872)
- Puffin de Bannerman — Puffinus bannermani (Mathews & Iredale, 1915)
- Puffin de Heinroth — Puffinus heinrothi (Reichenow, 1919)

## Menaces
Le Puffin des Anglais est menacé à cause des rats noirs et des lapins de garenne. Les rats noirs se nourrissent des œufs de puffins, alors leur nombre diminue. Mais grâce aux pièges à rats installés par les humains vers 2003, 2004, les effectifs augmentent. Les lapins de garenne eux creusent des terriers et des galeries dans le sol. Ces galeries sont la cause de fréquents effondrements du sol donc les puffins qui nichaient dans des terriers se retrouvent enterrés vivants.